# Селшек
Селшек (словен. Selšek) — поселення в общині Шмартно-при-Літії, Осреднєсловенський регіон, Словенія. 
Висота над рівнем моря: 293,5 м.